# Lakeville (Maine)
Lakeville ist eine Town im Penobscot County des Bundesstaates Maine in den Vereinigten Staaten. Im Jahr 2020 lebten dort 104 Einwohner in 392 Haushalten auf einer Fläche von 170,40 km².

## Geografie
Nach dem United States Census Bureau hat Lakeville eine Gesamtfläche von 170,40 km², von der 151,07 km² Land sind und 19,32 km² aus Gewässern bestehen.

### Geografische Lage
Lakeville liegt im Osten des Penobscot Countys und grenzt an das Washington County. Auf dem Gebiet der Town befinden sich mehrere Seen. Zu den größeren Seen gehören im Norden der Lombard Lake, zentral der Upper Sysladobsis Lake, im Osten der Junior Lake und im Süden der Sysladobsis Lake. Die Oberfläche ist hügelig, höchste Erhebung ist der 301 m hohe Almanac Mountain.

### Nachbargemeinden
Alle Entfernungen sind als Luftlinien zwischen den offiziellen Koordinaten der Orte aus der Volkszählung 2010 angegeben.
- Norden: Springfield, 12,7 km
- Nordosten: Carroll, 12,0 km
- Osten: Whitney, Unorganized Territory, 8,6 km
- Süden: Passamaquoddy Indian Township Reservation, Indianerreservat, Washington County, 36,6 km
- Westen: Twombly Ridge, Unorganized Territory, 13,6 km
- Nordwesten: Lee, 18,5 km

### Stadtgliederung
In Lakeville gibt es mit North Lakeville nur ein Siedlungsgebiet.

### Klima
Die mittlere Durchschnittstemperatur in Lakeville liegt zwischen −11,1 °C (12 °F) im Januar und 19,4 °C (67 °F) im Juli. Damit ist der Ort gegenüber dem langjährigen Mittel der USA um etwa 9 Grad kühler. Die Schneefälle zwischen Oktober und Mai liegen mit bis zu zweieinhalb Metern mehr als doppelt so hoch wie die mittlere Schneehöhe in den USA; die tägliche Sonnenscheindauer liegt am unteren Rand des Wertespektrums der USA.

## Geschichte
Lakeville wurde am 29. Februar 1868 als eigenständige Town organisiert. Zuvor wurde das Gebiet als Township No. 4, First Range North of Bingham’s Penobscot Purchase (T4 R1 NBPP) bezeichnet.

### Einwohnerentwicklung
| Volkszählungsergebnisse – Town of Lakeville, Maine | Volkszählungsergebnisse – Town of Lakeville, Maine | Volkszählungsergebnisse – Town of Lakeville, Maine | Volkszählungsergebnisse – Town of Lakeville, Maine | Volkszählungsergebnisse – Town of Lakeville, Maine | Volkszählungsergebnisse – Town of Lakeville, Maine | Volkszählungsergebnisse – Town of Lakeville, Maine | Volkszählungsergebnisse – Town of Lakeville, Maine | Volkszählungsergebnisse – Town of Lakeville, Maine | Volkszählungsergebnisse – Town of Lakeville, Maine | Volkszählungsergebnisse – Town of Lakeville, Maine |
| Jahr                                               | 1800                                               | 1810                                               | 1820                                               | 1830                                               | 1840                                               | 1850                                               | 1860                                               | 1870                                               | 1880                                               | 1890                                               |
| -------------------------------------------------- | -------------------------------------------------- | -------------------------------------------------- | -------------------------------------------------- | -------------------------------------------------- | -------------------------------------------------- | -------------------------------------------------- | -------------------------------------------------- | -------------------------------------------------- | -------------------------------------------------- | -------------------------------------------------- |
| Einwohner                                          |                                                    |                                                    |                                                    |                                                    |                                                    |                                                    |                                                    | 108                                                | 136                                                | 144                                                |
| Jahr                                               | 1900                                               | 1910                                               | 1920                                               | 1930                                               | 1940                                               | 1950                                               | 1960                                               | 1970                                               | 1980                                               | 1990                                               |
| Einwohner                                          | 129                                                | 96                                                 | 84                                                 | 60                                                 | 71                                                 | 50                                                 | 21                                                 | 15                                                 | 32                                                 | 45                                                 |
| Jahr                                               | 2000                                               | 2010                                               | 2020                                               | 2030                                               | 2040                                               | 2050                                               | 2060                                               | 2070                                               | 2080                                               | 2090                                               |
| Einwohner                                          | 63                                                 | 105                                                | 104                                                |                                                    |                                                    |                                                    |                                                    |                                                    |                                                    |                                                    |

## Wirtschaft und Infrastruktur

### Verkehr
Durch Lakeville führen keine Straßen des Bundesstaates. Es gibt nur wenige Straßen der Town.

### Öffentliche Einrichtungen
In Lakeville gibt es keine medizinischen Einrichtungen oder Krankenhäuser. Nächstgelegene Einrichtungen für die Bewohner von Lakeville befinden sich in Howland.
Lakeville besitzt keine eigene Bücherei. Die nächstgelegenen befinden sich in Lincoln, Cole und Mattawamkeag.

### Bildung
in Lakeville ist für die Schulbildung das Lakeville School Department zuständig.